# 3beta(o 20alfa)-idrossisteroide deidrogenasi
La 3beta(o 20alfa)-idrossisteroide deidrogenasi è un enzima appartenente alla classe delle ossidoreduttasi, che catalizza la seguente reazione:
5α-androstano-3β,17β-diolo + NADP+ ⇄ 17β-hydroxy-5α-androstano-3-one + NADPH + H+
L'enzima opera anche sugli 20α-idrossisteroidi.